# Паризька мирна угода (1815)
Паризький мирний договір 1815 — мирна угода між учасниками сьомої антифранцузької коаліції (Росією, Великою Британією, Австрією і Пруссією) і Францією, в якій повторно була відновлена влада Бурбонів.
Угода підписана в Парижі 20 листопада 1815 р. В літературі іноді фігурує як за Друга Паризька угода на противагу Першій Паризькій угоді від 30 травня 1814 р.  

## Основні положення та історичне значення угоди
На відміну від угоди 1814 р., цей договір передбачав збереження Францією кордонів 1790 р., що позбавляло її ряду важливих стратегічних районів (Філіпвіль, Саарлуї та ін.). Франція зобов'язалася також виплатити контрибуцію в 700 млн франків. Територія Франції підлягала окупації строком від 3 до 5 років 150-тис. армією союзників, які повинні були зайняти північно-східну лінію французьких фортець. Забезпечення окупаційних військ покладалось на Францію.
За Другою Паризькою угодою від 20 листопада 1815 р. Монако було передано під протекторат Сардинського королівства. 